# Eiji Ōue
Eiji Ōue (jap. 大植 英次 Ōue Eiji; ur. 3 października 1956 w Hiroszimie) – japoński dyrygent.

## Kariera
Uczeń i przyjaciel m.in. Leonarda Bernsteina i Seijiego Ozawy. Bernsteina poznał w 1978 w Bostonie. Towarzyszył mu w trzech tournée - występowali wówczas wspólnie m.in. w: mediolańskiej La Scali, Operze Wiedeńskiej, Paryżu, Opéra Bastille. Koncertowali również w Rzymie, Moskwie, Sankt Petersburgu i Berlinie.
Był dyrektorem muzycznym: Osaka Philharmonic Orchestra, Erie Philharmonic Orchestra (Pensylwania) i Minnesota Orchestra. Pełnił rolę pierwszego dyrygenta NDR Radiophilharmonie (Hanower, 1998–2009). Od 2000 jest profesorem w Hochschule für Musik, Theater und Medien Hannover (Hanower).

## Nagrody
- Nagroda Siergieja Kusewickiego,
- pierwsza nagroda i Złoty Medal Hansa Haringa (Salzburg, 1981),
- Praetorius Music Prize (2005)[1].